# Schwedenfindling

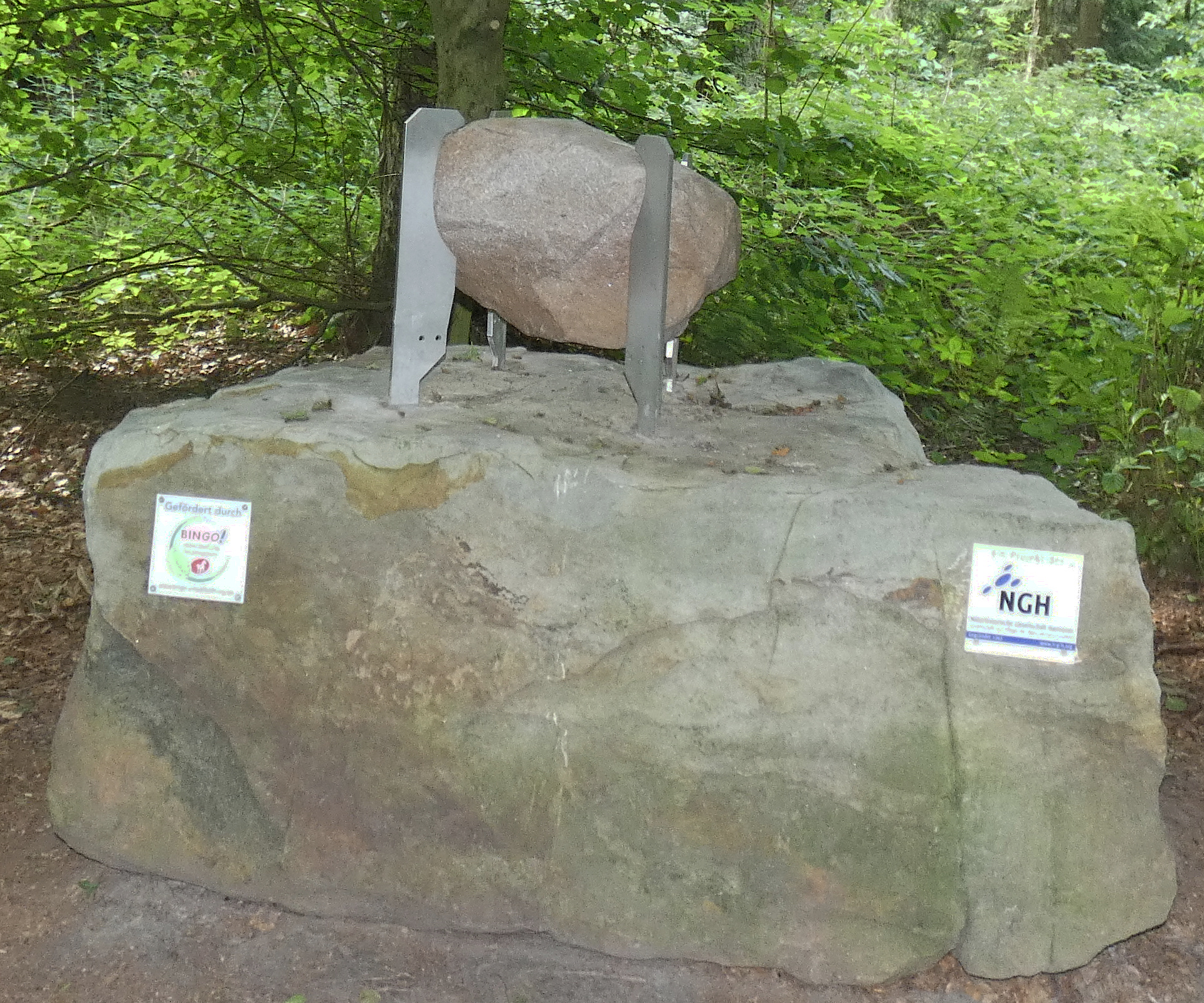
Der Schwedenfindling im Deister

Der Schwedenfindling oder auch Deisterfindling ist ein Findling, der 2012 im Deister bei Egestorf, einem Stadtteil von Barsinghausen in der Region Hannover in Niedersachsen, gefunden wurde. Er wurde im Jahr 2020 unter der Bezeichnung „Deister- oder Schwedenfindling“ als Naturdenkmal mit der Nummer ND-H 259 verordnet.

## Beschreibung

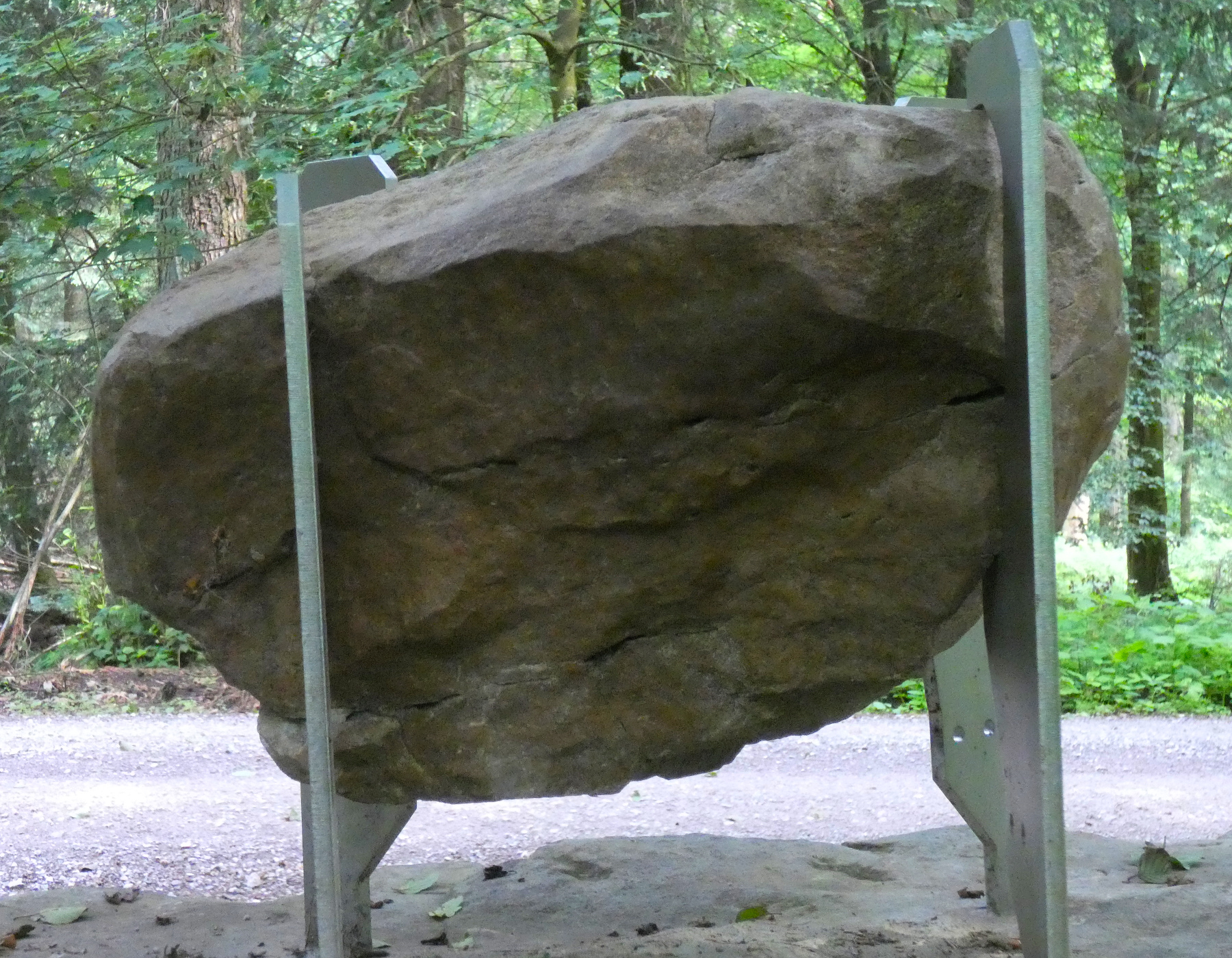
Kanten am Findling

Der Findling ist ein 100 kg schwerer Hardeberga-Sandstein, der vor rund 540 Millionen Jahren in Region Schonen in Südschweden entstand.
Er wurde vermutlich vor 400.000 bis 200.000 Jahren in der Elstereiszeit oder Saaleeiszeit in den Deister transportiert.
Seine Abmessungen sind 55 × 37 × 34 cm.
Der unter dem Wurzelteller einer im Winter umgestürzten Fichte liegende Findling wurde 2012 durch einen Hobby-Paläontologen gefunden.
Der Stein wurde wegen seines Fundorts und seiner Eigenheiten als Sensationsfund bezeichnet.

### Vereisungsbeleg
Die ungewöhnliche Höhenlage von 365 m ü. NHN des Fundorts des Findlings ist von wissenschaftlicher Bedeutung. Sie belegt, dass der Deister entgegen der bisherigen Annahme zumindest in einer der drei letzten Eiszeiten bis zu seinem Kamm vereist war.
Findlinge werden nicht auf den Gletscheroberseiten so weit transportiert. Es wäre eine Mächtigkeit des Gletschereises von mindestens 50 m erforderlich gewesen, um einen so schweren Findling transportieren zu können. Daher wird davon ausgegangen, dass der Gletscher das maximal 405 m ü. NHN hohe Gebirge überfahren hat. Gefälleberechnungen ergeben daraus für das heutige Hannover eine bis zu 500 m hohe Eisdecke.
Allerdings kann nicht mit absoluter Sicherheit ausgeschlossen werden, dass der Findling von Menschen an seinen späteren Fundort verschleppt wurde.

### Kritzungen

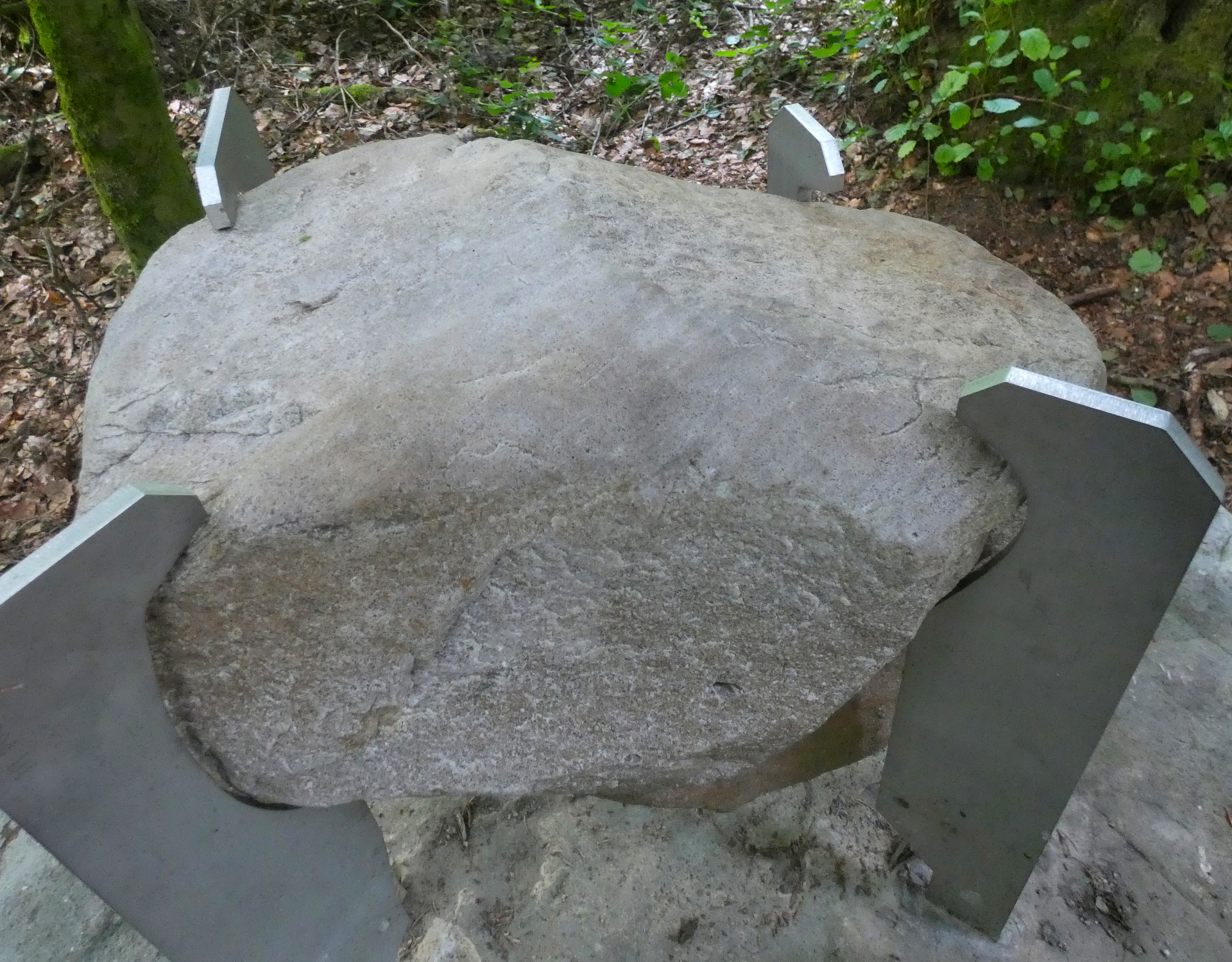
Glatte Unterseite mit Kritzungen

Die glatte Oberfläche der Unterseite des Steins zeigt parallel ausgerichteten Schrammen, sogenannte Kritzungen. Sie könnten als Schleifmarken beim Transport im Gletschereis entstanden sein. Die Spuren blieben im harten Hardeberga-Sandstein erhalten. Im relativ weichem Deistersandstein wären sie längst verwittert.

### Windschliff
Charakteristische Kanten an der Seite des Findlings könnten über lange Zeit durch Windschliff mit von starken Winden verwehten Sandkörnern am an der Erdoberfläche liegenden Stein entstanden sein, während seine Unterseite im Boden feststeckte.
Entsprechende klimatische Bedingungen entstehende in Gegenden mit Permafrostboden. In Norddeutschland gab es das am Ende der Saaleeiszeit.

## Präsentation

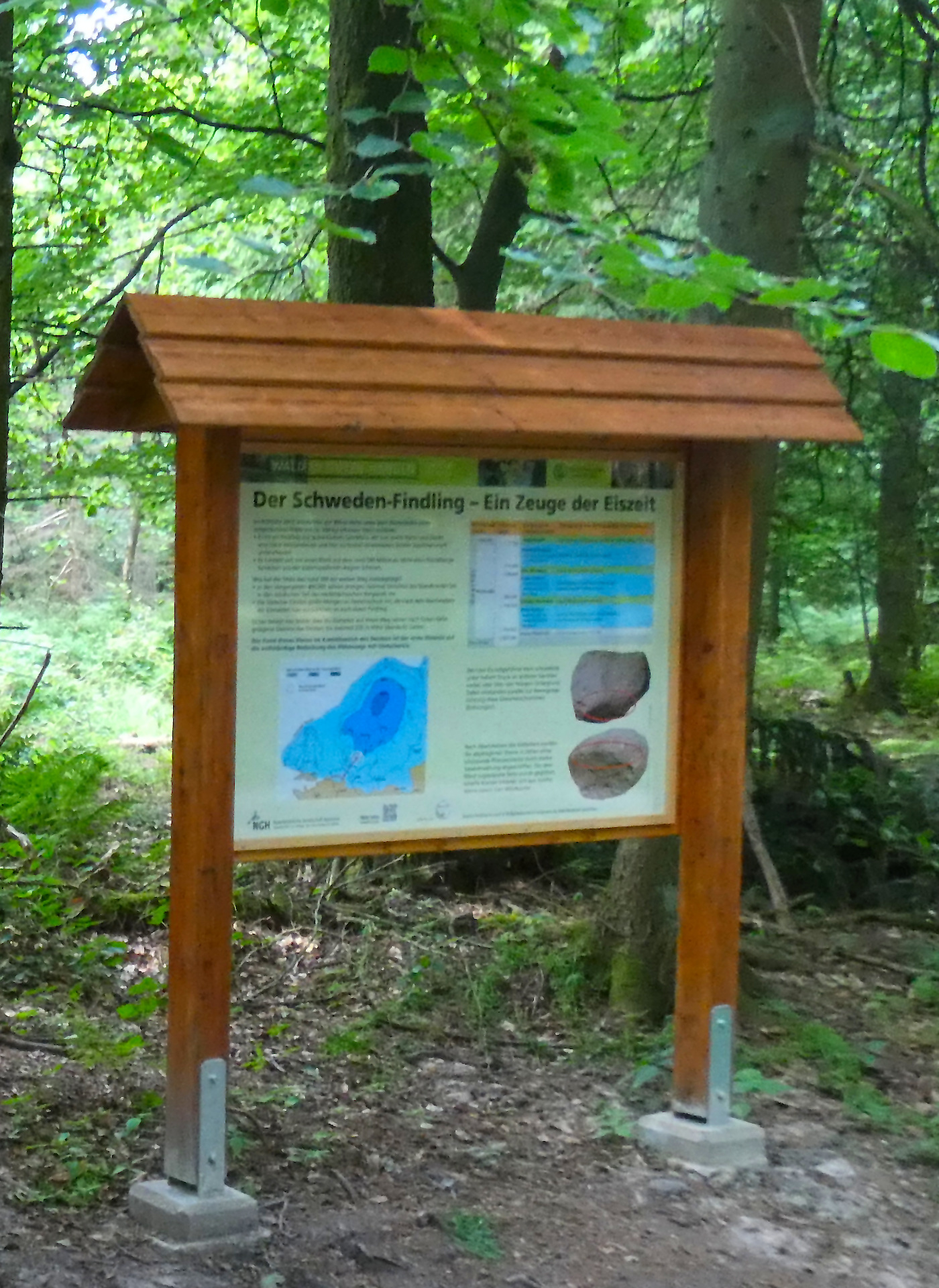
Infotafel zum Findling

Der Findling wurde nach seiner Untersuchung neben einer Informationstafel am Fastweg, der Zufahrtsstraße vom Nienstedter Pass zum Nordmannsturm, am Osthang des Reinekensiekskopfs positioniert.
Der Stein ist so fixiert, dass die glatt geschliffene Unterseite oben liegt.
Da der Findling als künftiges Naturdenkmal nicht angebohrt werden durfte, wurden als Befestigung metallene Klammern angefertigt. Als Unterlage dient ein Block aus Deistersandstein.
Der Schwedenfindling und die daneben aufgestellte Informationstafel wurden im Mai 2018 anlässlich des 11. Deistertags der Öffentlichkeit präsentiert.